# Orogenesi sveconorvegese
     Rocce dell'Archeano dei domini della Karelia, della provincia di Belomorian e di Kola
     Rocce del Proterozoico dei domini della Karelia e Kola
     Orogenesi svecofennide
     Cintura magmatica trans-scandinava
     Orogenesi timanide
     Orogenesi sveconorvegese inclusa la Western Gneiss Region
     Pieghe da sovrascorrimento dell'orogenesi caledoniana

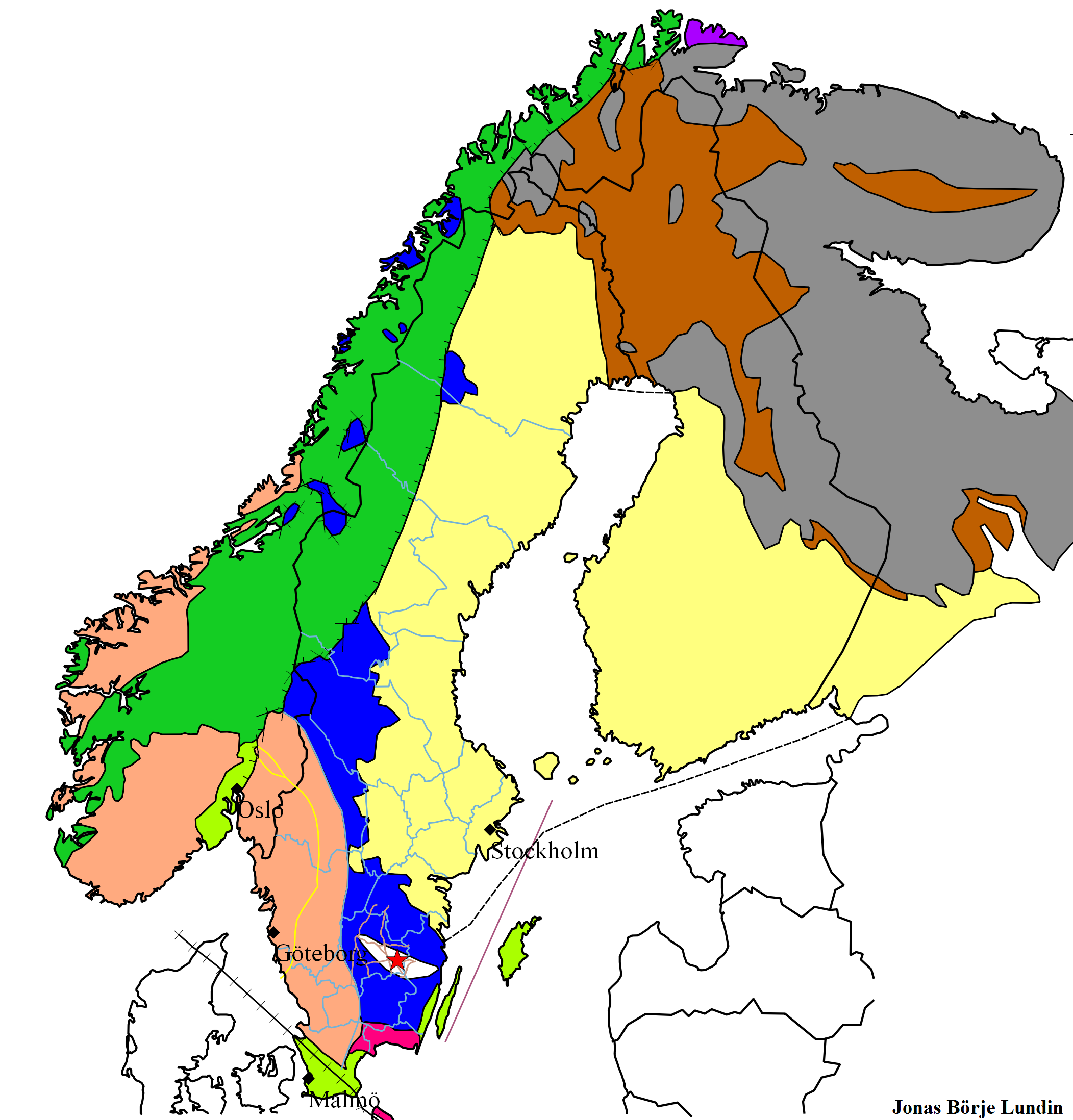
Mappa geologica della Fennoscandia.
Rocce dell'Archeano dei domini della Karelia, della provincia di Belomorian e di Kola
Rocce del Proterozoico dei domini della Karelia e Kola
Orogenesi svecofennide
Cintura magmatica trans-scandinava
Orogenesi timanide
Orogenesi sveconorvegese inclusa la Western Gneiss Region
Pieghe da sovrascorrimento dell'orogenesi caledoniana

L'orogenesi sveconorvegese è stato un sistema orogenetico attivo tra 1140 e 960 milioni di anni fa e attualmente esposto come cintura orogenetica sveconorvegese nella parte sudoccidentale della Svezia e meridionale della Norvegia.
In Norvegia la cintura orogenetica è esposta a sudest del fronte di pieghe da sovrascorrimento dell'orogenesi caledoniana e in finestre tettoniche.
L'orogenesi sveconorvegese è normalmente raggruppata all'interno degli orogeni mesoproterozoici dell'orogenesi di Grenville.
A differenza di molte altre cinture orogenetiche conosciute, i bordi orientali dell'orogenesi sveconorvegese non presentano alcuna zona di sutura a ofioliti.

## Segmenti tettonici
La cintura orogenetica sveconorvegese è composta di cinque segmenti costituiti in gran parte da gneiss che sono stati sconvolti da eventi sia compressionali che distensivi in un lasso di tempo che va da 1140 a 980 milioni di anni fa.
Da ovest a est i segmenti sono costituiti dai terrane di Telemarkia, Bamble, Kongsberg e Idefjorden oltre al segmento orientale. I segmenti sono separati tra loro da zone di taglio su larga scala.
- Bamble Terrane: il terrane Bamble si trova assieme al Kongsberg Terrane e appare come una piccola scheggia compresa tra i più estesi Idefjorden e Telemarkia terrane. Il Bamble terrane presenta metamorfismo di facies da anfibolite a granulite.[6]
- Idefjorden Terrane: si è formato per attività magmatica tra 1660 e 1529 milioni di anni fa ed è composto di rocce vulcaniche, plutoniche e metamorfiche.[5] Questa serie di eventi di metamorfismo, magmatismo e accrezione precedenti alla partecipazione del terrane all'orogenesi sveconorvegese è conosciuto come orogenesi Gothian.[6] Tra 1050 e 980 milioni di anno fa il coinvolgimento dell'Idefjorden Terrane nell'orogenesi sveconorvegese ha portato le sue rocce a subire il metamorfismo da facies di scisti verdi a facies di anfibolite e in alcune località anche facies di granulite.[6] A est il terrane, assieme al Segmento Orientale, termina lungo una zona di taglio contenente milonite che corre ad arco dal graben di Oslo a Halland, passando per il lago Vänern.[5] Il fatto che l'Idefjorden Terrane sia un vero terrane è però ancora oggetto di discussione.[4]
- Kongsberg Terrane: questo terrane mostra metamorfismo con facies da anfibolite a granulite. È posizionato come un piccolo cuneo interposto tra i più estesi Idefjorden e Telemarkia terrane.[6]
- Telemarkia Terrane: il terrane si è formato tra 1520 e 1480 milioni di anni fa, dopo un breve periodo di magmatismo e la composizione delle sue rocce è fortemente eterogenea.[5] La parte occidentale del terrane ospita la cintura magmatica Sirdal, che è composta di granitoidi, incluso l'ortogneiss. Le rocce magmatiche della cintura Sirdal hanno una composizione calcalcalina, il che implica che sono collegate ad un antico sistema di subduzione.[4] Non è chiaro se il Telemarkia Terrane si è originato dalla trasposizione di un blocco della crosta fennoscandinava o se invece esso deriva da un altro cratone esotico, come ad esempio lo scudo Amazonia.[3]
- Segmento Orientale: a differenza degli altri segmenti che sono terrane alloctoni, il Segmento Orientale è composto di crosta continentale locale trasformata proveniente dalla cintura magmatica trans-scandinava e non trasportato in zona da lontano da movimenti della tettonica delle placche.[3][6] È probabile che nel segmento ci sia anche crosta rilavorata della molto più antica orogenesi svecofennide.[7] Le rocce del Segmento Orientale hanno raggiunto pressioni e temperature estremamente elevate durante l'orogenesi sveconorvegese, dando luogo a metamorfismo a facies di eclogite e granulite. L'eclogite del segmento si trovava a profondità di 35-40 chilometri durante il metamorfismo causato dall'orogenesi che trasformato le protorocce in eclogite.[8] I margini del Segmento Orientale e dell'orogenesi sveconorvegese, assieme a quelli svecofennidi e trans-scandinavi della Fennoscandia sono costituiti dalla zona di deformazione frontale sveconorvegese e dalla zona Protogine.[5]